# Neopanorpa nielseni
Neopanorpa nielseni är en näbbsländeart som beskrevs av George W. Byers 1965. Neopanorpa nielseni ingår i släktet Neopanorpa och familjen skorpionsländor. Inga underarter finns listade i Catalogue of Life.